# سیارک ۷۵۴۳
سیارک ۷۵۴۳ (به انگلیسی: 7543 Prylis، نامگذاری:1973SY) هفت هزار و پانصد و چهل و سومین سیارک کشف شده‌است که در ۱۹ سپتامبر ۱۹۷۳ کشف شد.
قدر مطلق سیارک برابر ۱۰٫۶۰ است.